# Бик Йосип Мойсейович
Йосип Мойсейович Бик (нар. 18 жовтня 1882, містечко Сквира Київської губернії, тепер Сквирського району Київської області — розстріляний 5 жовтня 1936, Москва) — радянський партійний діяч, дипломат, військовий лікар. Кандидат в члени ЦК КП(б)У в березні — квітні 1920 р. 

## Біографія
Народився в єврейській родині. Закінчив гімназію. У 1901—1917 роках — член «Бунду».
У 1901—1905 роках — студент Варшавського університету. У 1905 році виключений із університету за революційну діяльність, виїхав у Австро-Угорщину, а потім в Німеччину. Після повернення в Російську імперію продовжив навчання на медичному факультеті Київського університету Святого Володимира, звідки був виключений у 1909 році. З 1909 року знову перебував в еміграції у Німеччині та Швейцарії. Після повернення в Росію закінчив екстерном медичний факультет Харківського університету і працював земським лікарем.
У 1915—1917 роках — військовий лікар в російській імператорській армії, начальник заразного госпіталю 7-ї російської армії.
Член РСДРП(б) з вересня 1917 року.
У 1917—1918 роках — військовий лікар в Червоній гвардії. У 1918 році брав участь в партизанському русі проти німецьких військ. У 1918 році працював завідувачем санітарного сектору Північно-Західної ділянки завіси, начальником санітарної частини Північно-Західного фронту, начальником санітарної частини при штабі групи військ Курського напрямку.
У 1919 році — заступник завідувача відділу ВУЦВК, член Київського губернського комітету КП(б)У, військовий комісар та командувач 9-ї стрілецької дивізії РСЧА.
У січні — листопаді 1920 року — член Революційної військової ради (РВР) 13-ї армії РСЧА Південного — Південно-Західного фронту, начальник Управління революційними комітетами при 13-й армії, особливоуповноважений РВР 13-ї армії. У квітні — травні 1920 року — начальник Політичного управління військ внутрішньої охорони РРФСР.
27 квітня 1921 — 24 січня 1922 року — повноважний представник РРФСР в Хорезмській Народній Соціалістичній Республіці.
У червні 1923 — липні 1925 року — голова Ревізійної комісії Вищої ради народного господарства СРСР по Цукротресту.
У липні 1925 — 1926 р. — член правління Китайсько-Східної залізниці (КВЖД) у місті Харбіні (Китай).
У жовтні 1926 — 1928 р. — економіст, заступник завідувача відділу, заступник завідувача управління збуту Цукротресту СРСР.
8 грудня 1927 року виключений із партії, але вже 10 січня 1929 року поновлений у членах ВКП(б).
У 1928—1930 роках — член колегії Центрального інституту, завідувач економічного відділу Цукропрому. У 1930—1931 роках — заступник голови правління, директор-розпорядник Союзцукропрому. У 1931 році працював головою науково-технічної ради Всесоюзного об'єднання «Союзцукор».
У 1931—1932 роках — кандидат в члени, член правління, начальник Управління обліку і звітності Всесоюзного об'єднання «Союзспирт». У 1932—1934 роках — начальник планового сектору Головторгу Народного комісаріату постачання СРСР.
У 1934—1935 роках — заступник голови Комітету ЦВК СССР з охорони пам'ятників революції, мистецтва і культури.
У 1935 році виключений із ВКП(б) за «троцькістську діяльність».
У 1935 — липні 1936 року — директор Курортного тресту Східно-Сибірського крайового відділу охорони здоров'я у місті Іркутську.
10 липня 1936 року заарештований органами НКВС. 5 жовтня 1936 року засуджений до розстрілу. Розстріляний і похований на Донському кладовищі міста Москви.

## Родина
Був одружений з Броніславою Сигізмундівною Красутською. Дочка — Галина Серебрякова (1905—1980), письменниця-мемуарист, автор декількох книг про Маркса і Енгельса, у тому числі трилогії «Прометей» (1933—1962).

## Нагороди
- орден Червоного Прапора (Військовий Червоний орден Хорезмської республіки) (20.03.1922)